# کلودیو مولدووان
کلودیو مولدووان (به انگلیسی: Claudiu Moldovan) (زادهٔ ۲۰ سپتامبر ۱۹۷۴) ژیمناست اهل کشور رومانی است.